# Sergej Fesikov
Sergej Vasil'evič Fesikov (in russo Сергей Васильевич Фесиков?; Leningrado, 21 gennaio 1989) è un ex nuotatore russo.
Ha partecipato alle Olimpiadi di Pechino 2008 classificandosi 9º nella staffetta 4x100m stile libero.
Il 14 novembre 2009, durante la tappa di Berlino della Coppa del Mondo, ha stabilito il nuovo record mondiale dei 100m misti con il tempo di 50"95, primato battuto neanche un mese dopo da Peter Mankoč durante gli Europei in vasca corta.

## Palmarès
- Giochi olimpici

Londra 2012: bronzo nella 4x100m sl.
- Mondiali in vasca corta

Dubai 2010: argento nella 4x100m sl e nella 4x100m misti e bronzo nei 100m misti.
Doha 2014: oro nella 4x50m sl e argento nella 4x100m sl.
Hangzhou 2018: argento nella 4x50m sl e nella 4x100m sl.
- Europei

Budapest 2010: oro nella 4x100m sl.
Berlino 2014: argento nella 4x100m sl.
Glasgow 2018: oro nella 4x100m sl.
- Europei in vasca corta

Debrecen 2007: argento nella 4x50m misti e bronzo nei 100m misti.
Istanbul 2009: oro nella 4x50m misti, argento nei 100m misti e bronzo nei 50m sl.
Stettino 2011: oro nei 100m sl, argento nei 50m sl, nella 4x50m sl e nella 4x50 misti.
Herning 2013: oro nella 4x50m sl e nella 4x50m sl mista e argento nei 100m misti.
Netanya 2015: oro nei 100m misti.
Copenaghen 2017: oro nella 4x50m sl, argento nei 100m misti e nella 4x50m sl mista.
Glasgow 2019: oro nella 4x50m sl, nella 4x50m misti e nella 4x50m misti mista, argento nei 100m misti.
Kazan 2021: argento nella 4x50m misti.
- Universiadi

Belgrado 2009: oro nei 100m sl e argento nei 50m sl.
Kazan 2013: oro nella 4x100m sl.
Taipei 2017: bronzo nella 4x100m sl.
- Mondiali giovanili

Rio de Janeiro 2006: argento nei 50m sl, nei 100m sl, nella 4x100m sl e nella 4x100m misti.
- Europei giovanili

Palma di Maiorca 2006: argento nei 50m sl.
Anversa 2007: oro nei 50m sl e nella 4x200m sl e argento nei 100m sl.